# Костел і монастир кармелітів (Бєлиничі)
Бєлиницький костел і монастир кармелітів — колишній римо-католицький сакральний комплекс у містечку Бєлиничі, Могильовська область. Один з найбагатших у Великому князівстві Литовському. У монастирі знаходився чудотворний образ Божої Матері, шанований християнами різних конфесій. Через численні процесії і паломництва до ікони Белиничі називали «Білоруський Ченстохова».

## Історія
Заснований у 1624 році канцлером великим литовським Львом Сапігою. Пізніше опікунами монастиря були власники Бєлиничів Огинські. У 1634 році невідомий художник створив тут ікону Богоматері, котра зникла y період II світової війни. У середині XVIII ст. стародавні дерев'яні будівлі були замінені кам'яними. Костел y стилі пізнього бароко побудований у 1742–1763 рр.
У 1876 році влада Російської імперії закрила костел і монастир Кармелітів, і передала їх у володіння православної церкви.
У 1960-ті роки храм було підірвано, y 1970-ті роки — знищено монастир.

## Архітектура
До комплексу входили Успенський костел, Т-подібний в плані корпус монастиря, огорожа з вхідними брамами, дзвіниця, вежа з годинником.

### Церква
Костел мав хрестово-купольну базиліку з трансептом. Декорований великою кількістю орнаментальними елементами та скульптурами головний фасад поділявся по горизонталі на три яруси, та на п'ять частин зв'язками пілястр. Середня частина завершувалася фігурним фронтоном, бічні — масивними валютами, проміжні — вежами.
Інтер'єр був багато прикрашений дерев'яною скульптурою та сюжетними розписами.